# Avió d'entrenament

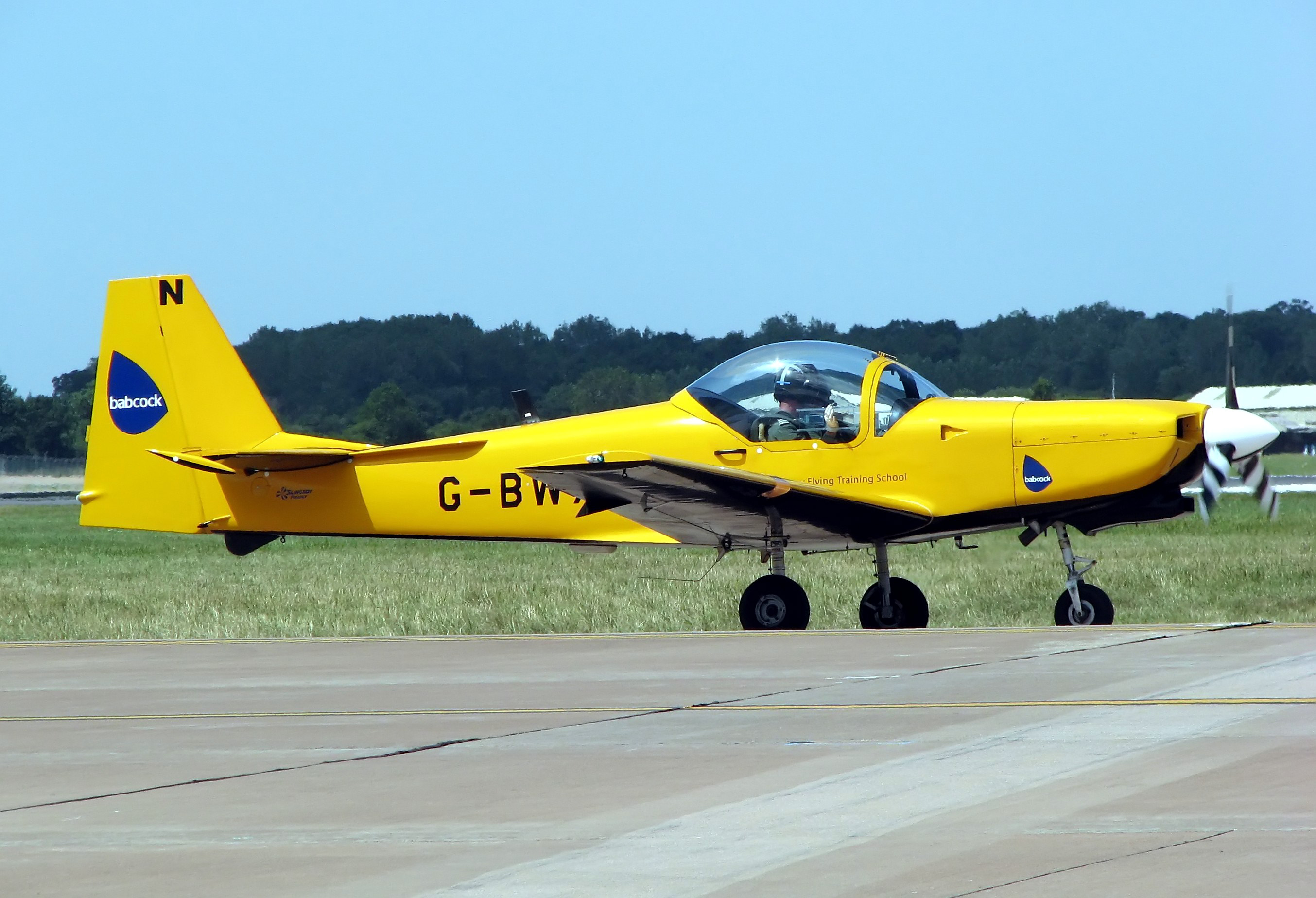
Un Slingsby T-67 Firefly de l'Escola de la UK Defence Elementary Flying Training School, usat per entrenar pilots de l'Armada i l'Exèrcit.

Un avió d'entrenament, avió entrenador, o simplement entrenador, és un avió utilitzat per a desenvolupar les habilitats de pilotatge, de navegació o de combat dels tripulants d'aeronaus.

## Entrenadors civils
Els pilots civils normalment són entrenats en una aeronau lleugera, amb dos o més places per a alumne i instructor. L'aeronau pot modificar-se per resistir les condicions de vol imposades pels vols d'entrenament.
La majoria de les aerolínies no operen amb avions d'entrenament i contracten l'entrenament dels tripulants de vol a organitzacions d'entrenament especialitzades. Un exemple d'una línia aèria que opera amb avions d'entrenament és l'alemanya Lufthansa que té una subsidiària Lufthansa Flight Training per entrenar els tripulants de vol i els tripulants de cabina.

## Entrenadors militars

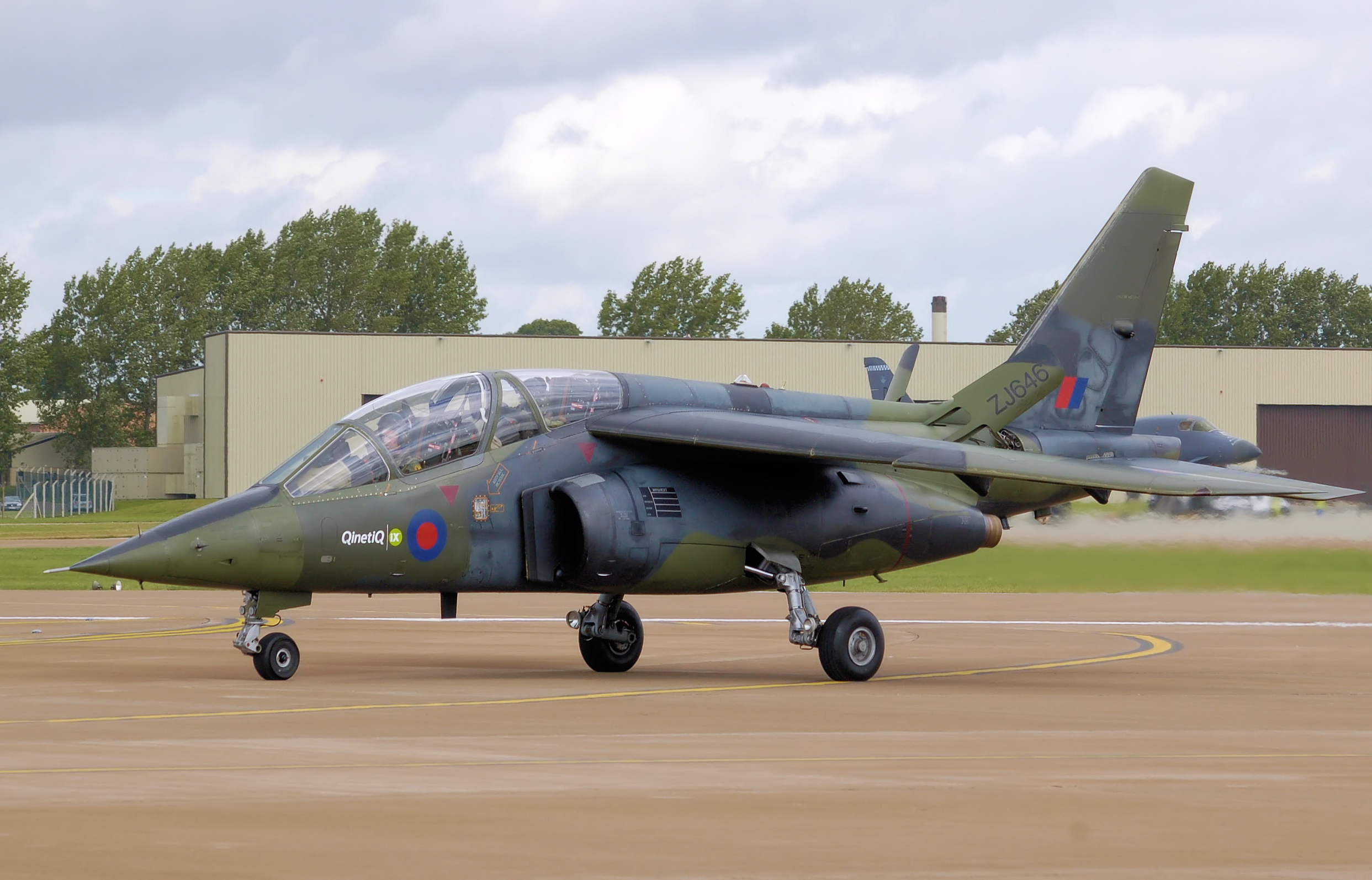
Entrenador avançat Dassault/Dornier Alpha Jet.

Per a entrenar els pilots i altres tripulants les forces aèries requereixen múltiples avions d'entrenament. En general l'entrenament de pilots i tripulants per al pilotatge dels avions militars es realitza en tres etapes:
- L'entrenament primari o selectiu: pràctica en el qual l'alumne aprèn a volar i s'avalua la seva idoneïtat per a seguir l'entrenament i/o diverses especialitats.
- L'entrenament bàsic: els que superen l'entrenament primari segueixen amb l'entrenament bàsic amb tècniques de vol més avançades: vol en formació, maniobres acrobàtiques, navegació, etc. Al finalitzar aquesta fase la majoria de forces aèries concedeixen les "ales de pilot".
- L'entrenament avançat o especialitzat: realitzat en plataformes diverses en funció de l'especialitat (caces, avions de transport, helicòpters, etc.) El pilot aprèn a combatre i a exercir totes aquelles missions a les quals estarà destinat una vegada que entri a formes part del servei operatiu.

Algunes forces aèries contracten les activitats d'entrenament a companyies privades, o concerten que els funcionaris militars s'entrenin amb aeronaus proporcionades i mantingudes per una empresa privada. Algunes forces aèries més grans ofereixen places disponibles en els seus propis cursos per entrenar pilots de les forces aèries de nacions en desenvolupament com una forma d'ajuda militar.
Els avions d'entrenament han de tenir particulars qualitats, com per exemple, una atractiva visibilitat per a l'alumne i per l'instructor. bones característiques acrobàtiques i la possibilitat de ser empleats (amb certes limitacions) com avions de combat, permetent així que aeronàutiques militars petites disposin també d'un petit avió d'atac.

### Entrenador avançat

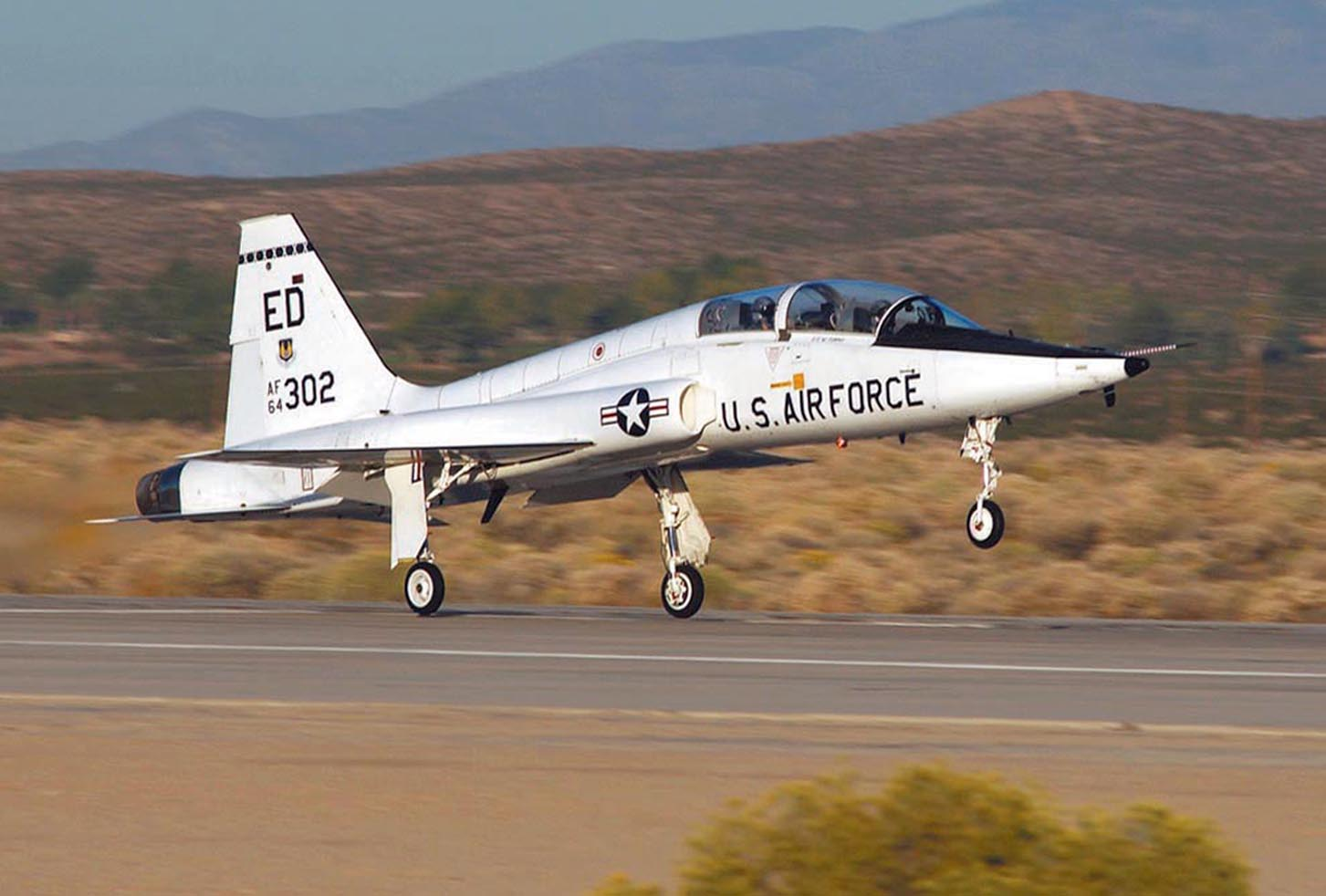
Un T-38 Talon de la Força Aèria dels Estats Units durant un enlairament.

Exemples d'avions entrenadors a reacció avançats són els següents:
- T-38 Talon
- Yak-130
- BAE Hawk
- Dassault/Dornier Alpha Jet
- Aero L-39
- CASA C-101
- Aermacchi MB-326
- AT-63 PAMPA

### Ús en combat d'entrenadors

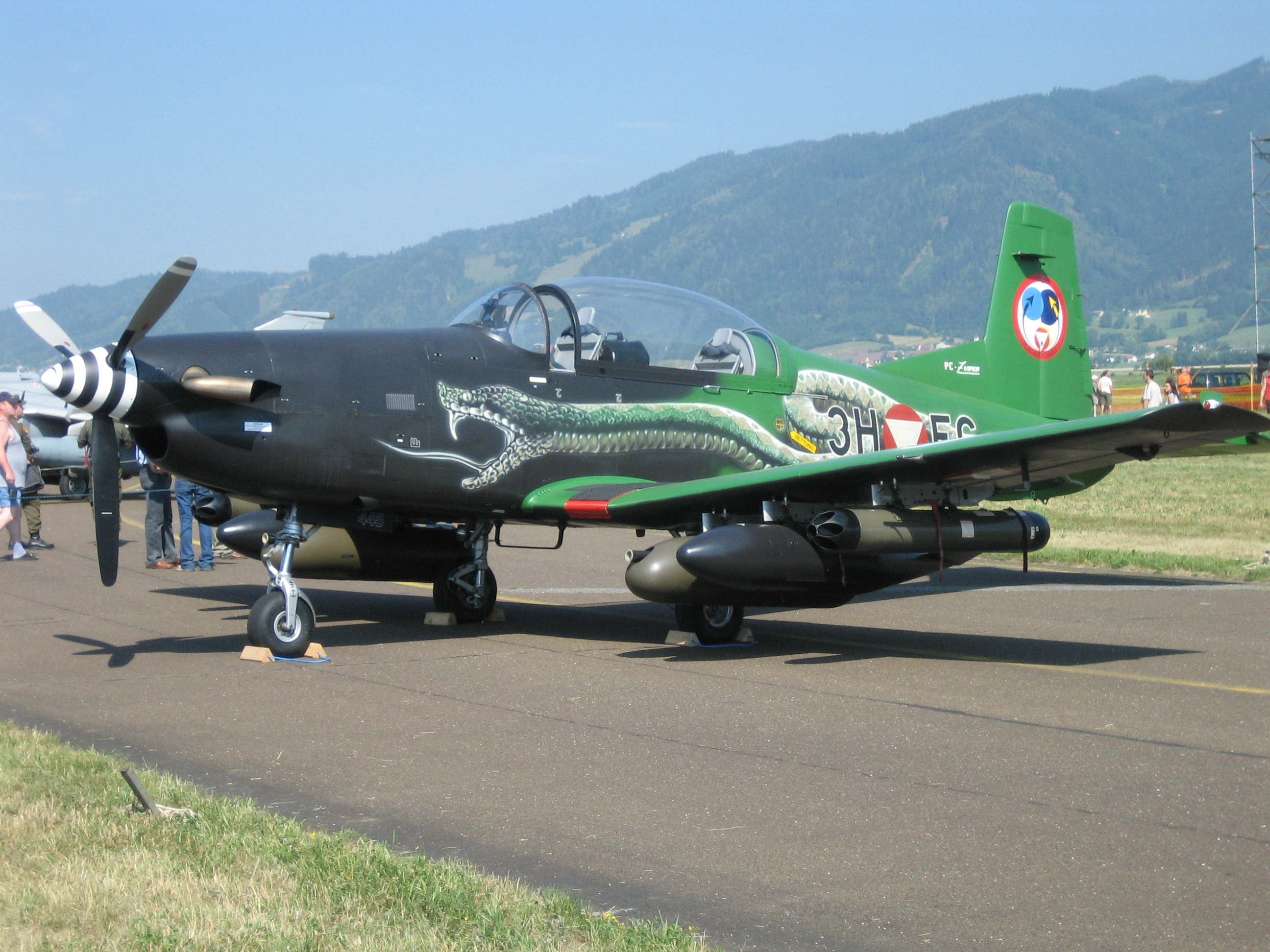
Un Pilatus PC-7 de la Força Aèria Austríaca en configuració contrainsurgència (COIN).

A les forces aèries més petites els entrenadors bàsics, a més de ser usats com a entrenadors, són usats per a missions de contrainsurgència, control aeri avançat (FAC) i atac lleuger.
Els entrenadors avançats són capaços de portar i llançar armament.

### Equips d'exhibicions acrobàtiques

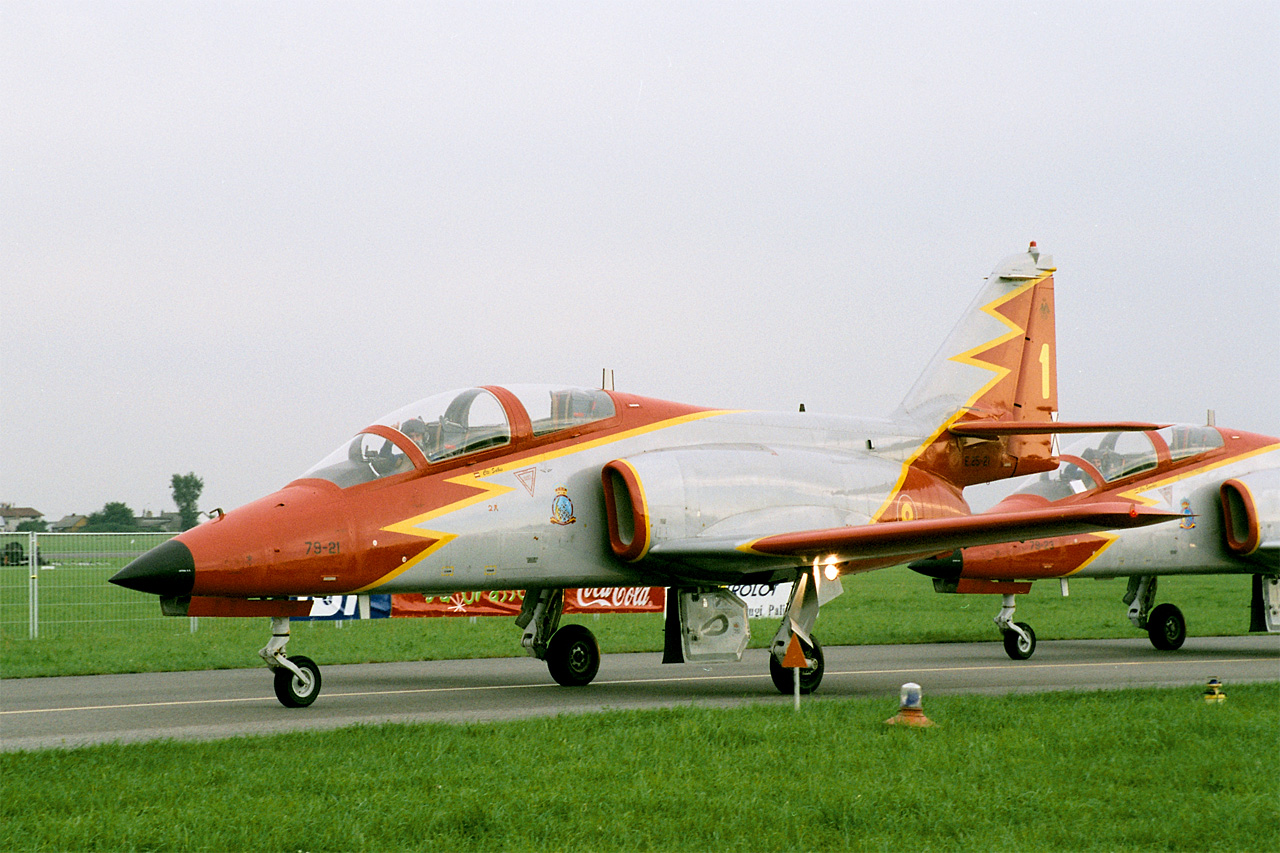
Un entrenador avançat CASA C-101 de la Patrulla Àguila de l'Exèrcit de l'Aire d'Espanya.

Alguns entrenadors a reacció, com el Aermacchi MB-326 italià, el Fouga Magister francès, els britànics Folland Gnat i British Aerospace Hawk, o el CASA C-101 espanyol són usats per equips acrobàtics de formació nacional.